# Praskačka
Praskačka (německy Praskaczka) je obec v okrese Hradec Králové, ležící zhruba sedm kilometrů jihozápadně od města Hradec Králové. Žije zde přibližně 1 100 obyvatel.

## Historie
Jméno „Praskačka“ je pravděpodobně odvozeno od jména jejího zakladatele a označovalo tak pravděpodobně Praskačovu osadu.
Ves byla založena koncem 13. století poblíž tvrze Zárubů z Hustířan, již roku 1315 přešla do vlastnictví opatovického kláštera.
Roku 1848 byl v obci postaven kostel Nejsvětější Trojice, který je dodnes její nejvýraznější historickou památkou, přestože se jedná o typický kostel tohoto období.

## Části obce
- Krásnice
- Praskačka
- Sedlice
- Vlčkovice
- Žižkovec

Od 14. června 1964 do 30. června 1990 k obci patřily i Urbanice.

## Doprava
Severně od zastavěného území vsi Praskačka prochází železniční trať Velký Osek – Hradec Králové, na které je zřízena železniční stanice Praskačka.
Katastrálním územím Sedlice prochází dálnice D11 a východní částí katastrálního území Praskačka její zatím poslední úsek, uvedený do provozu 21. 8. 2017. Do obce vedou silnice III. třídy.

## Galerie

Hřiště u sokolovny
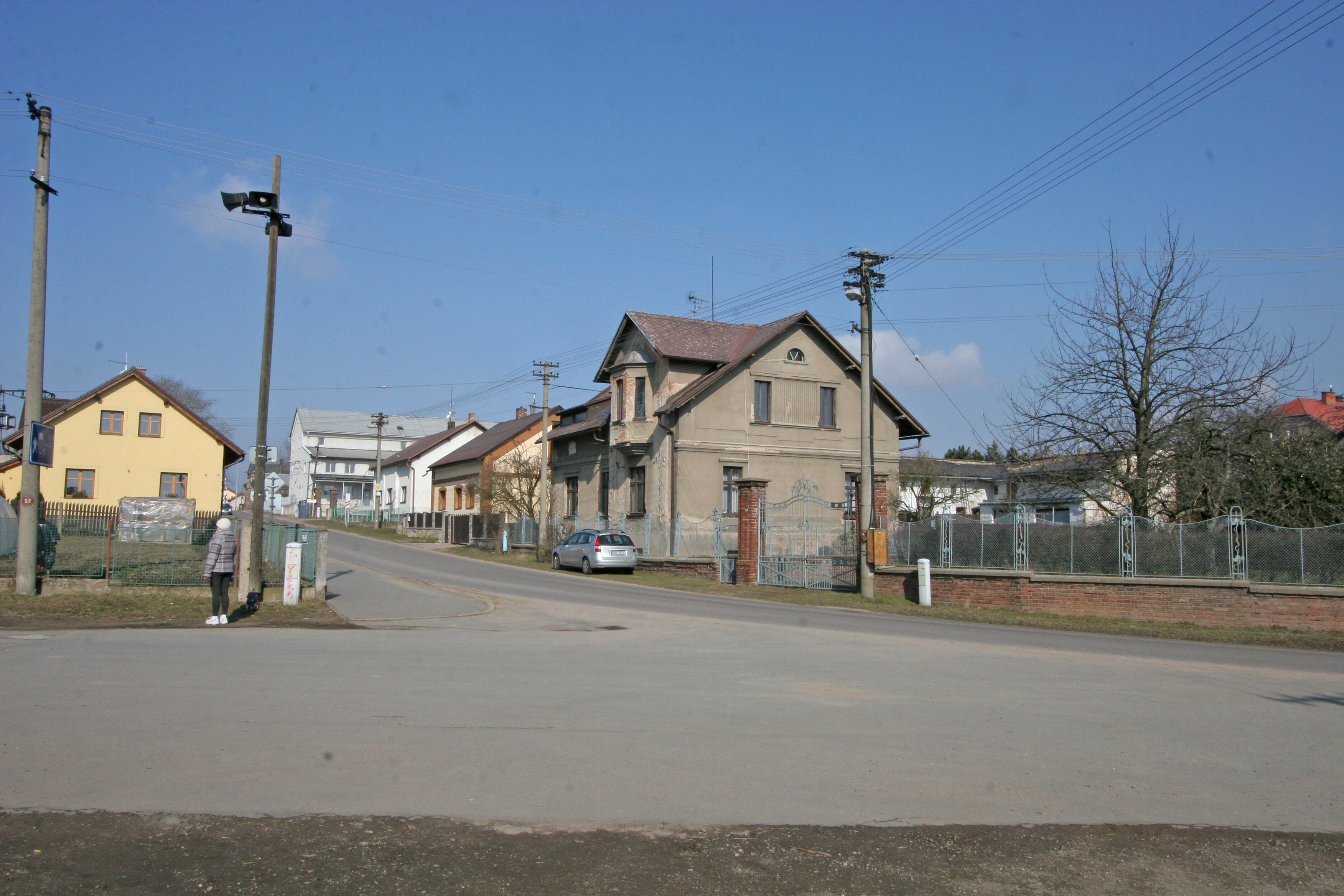
Stavení čp.78
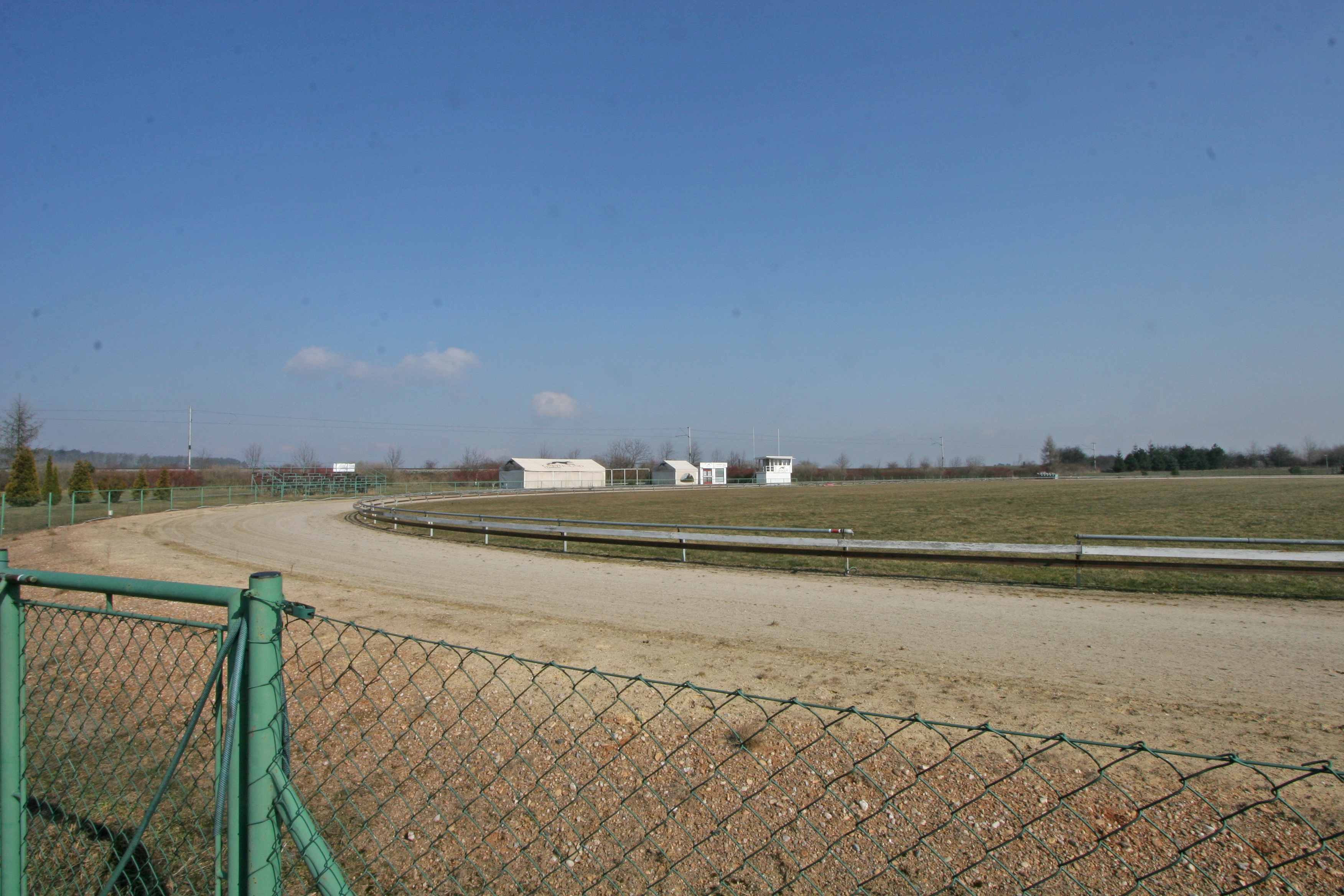
Závodiště chrtů
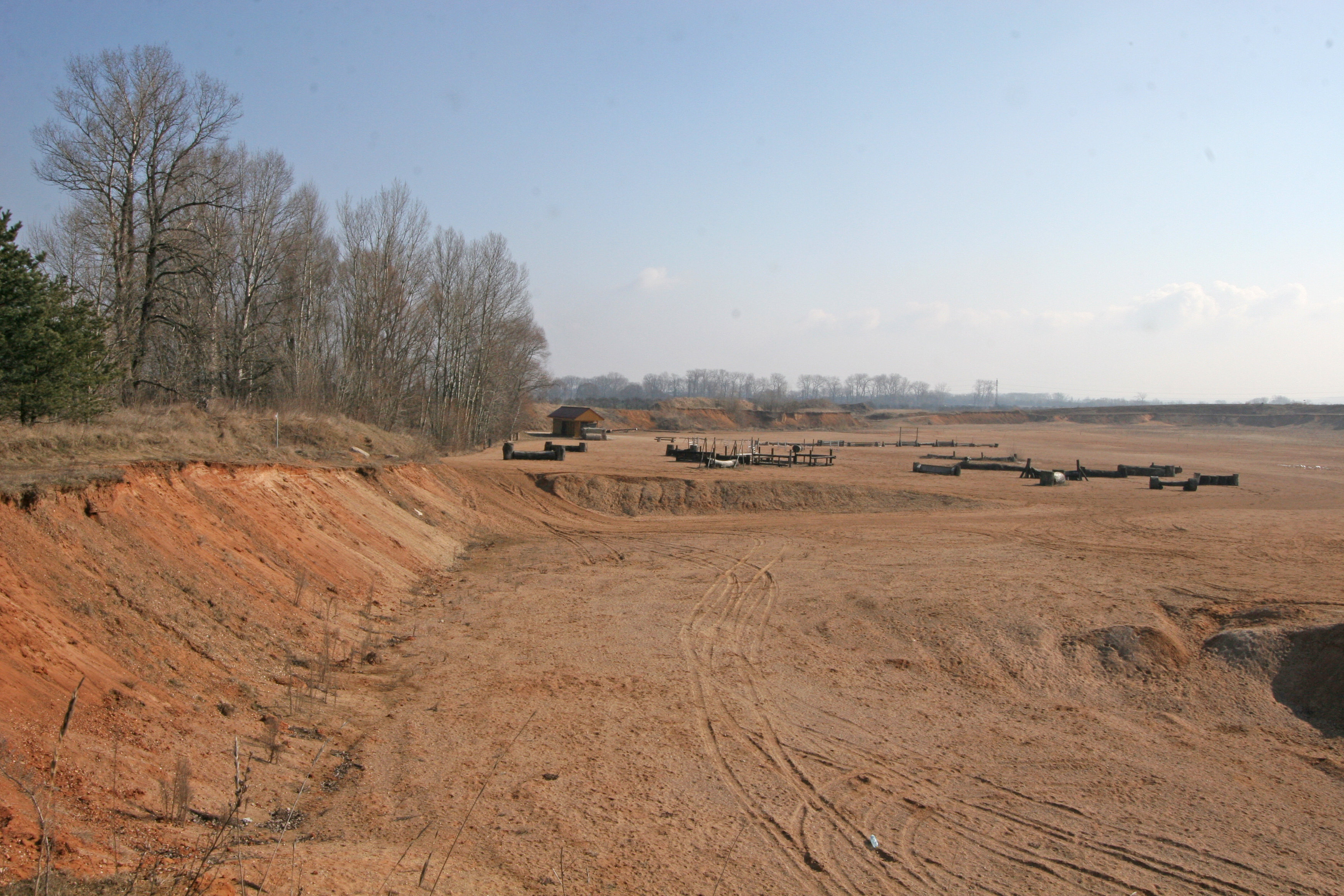
Pískovna
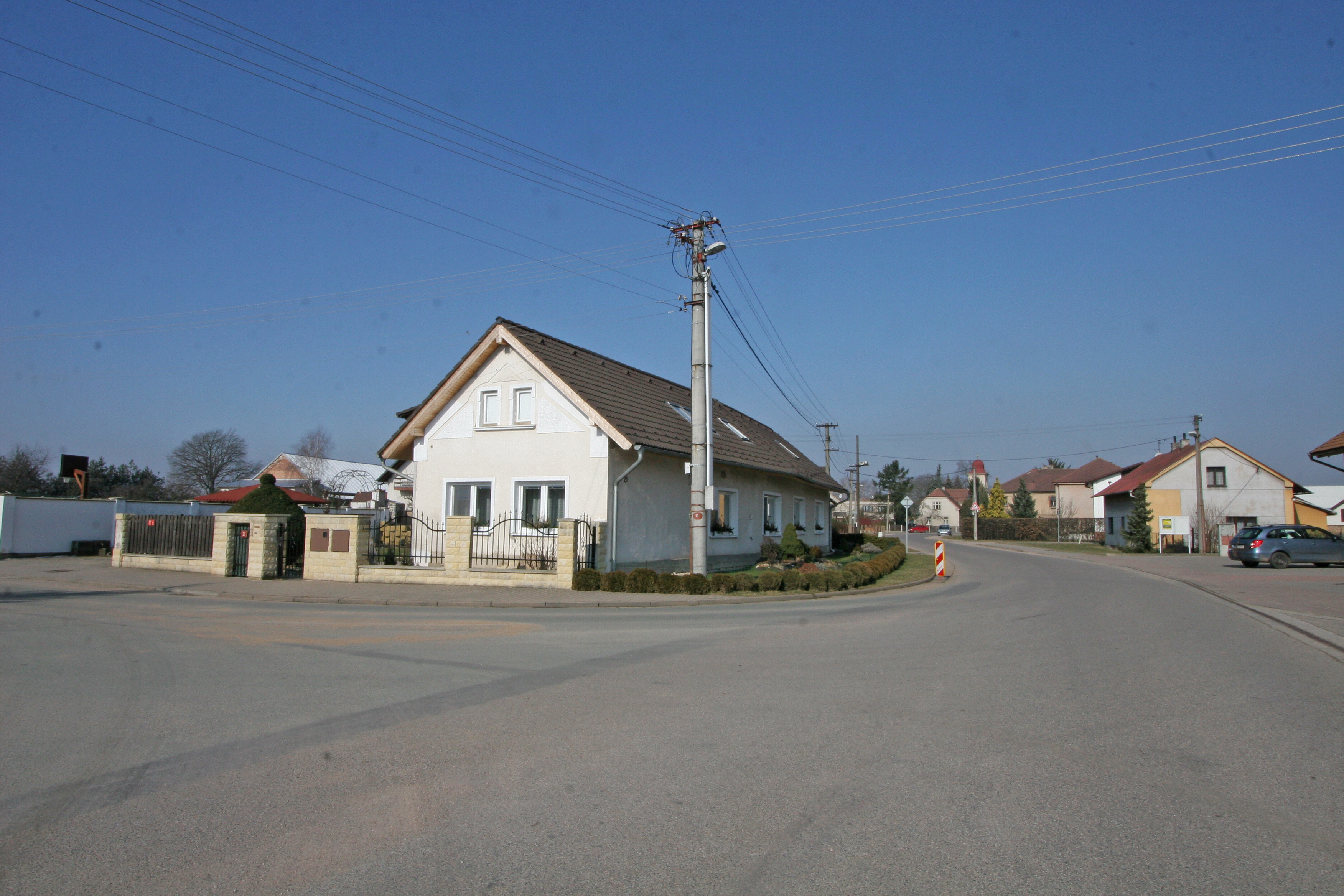
Stavení čp.21
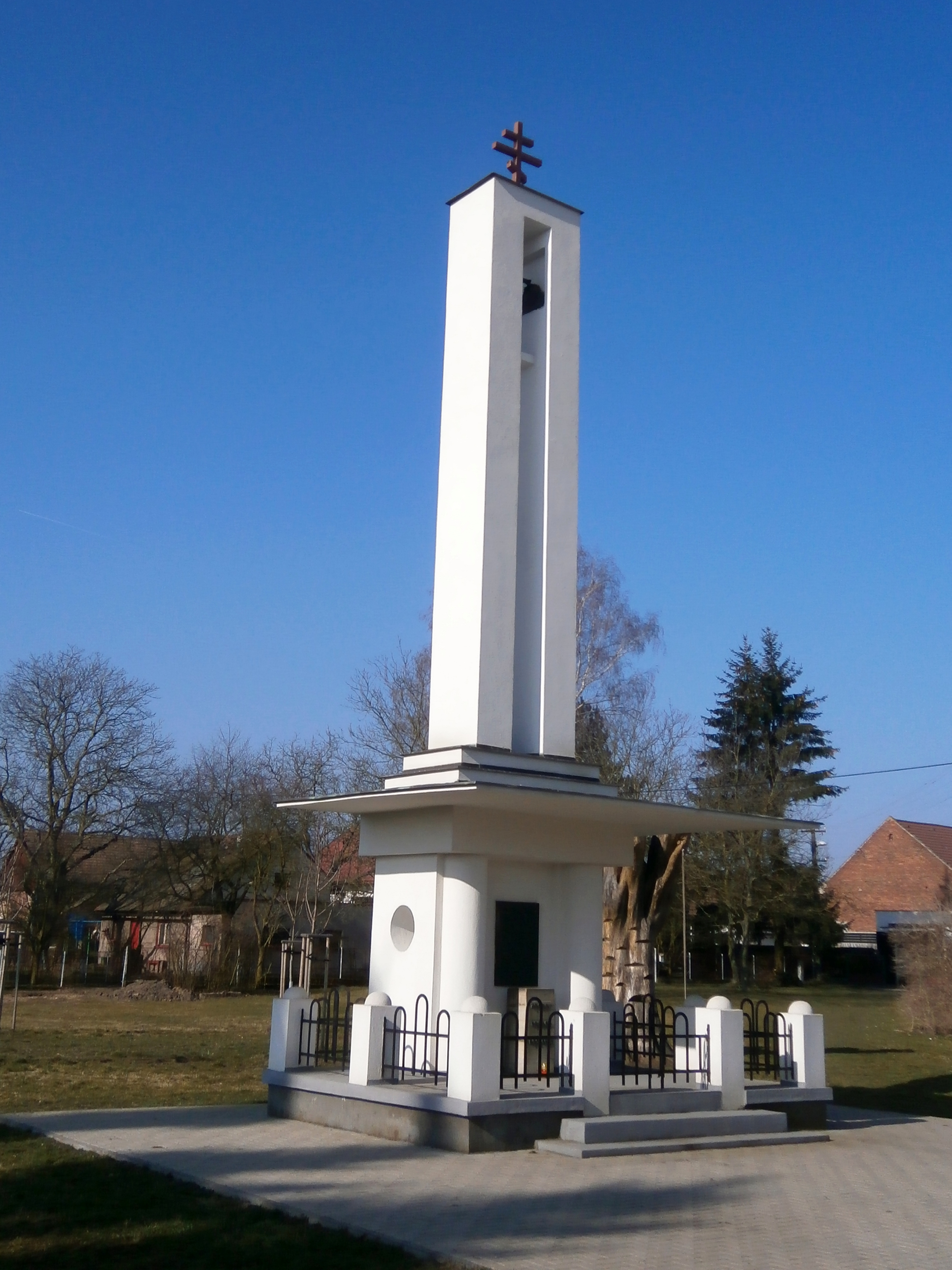
Husitská zvonice
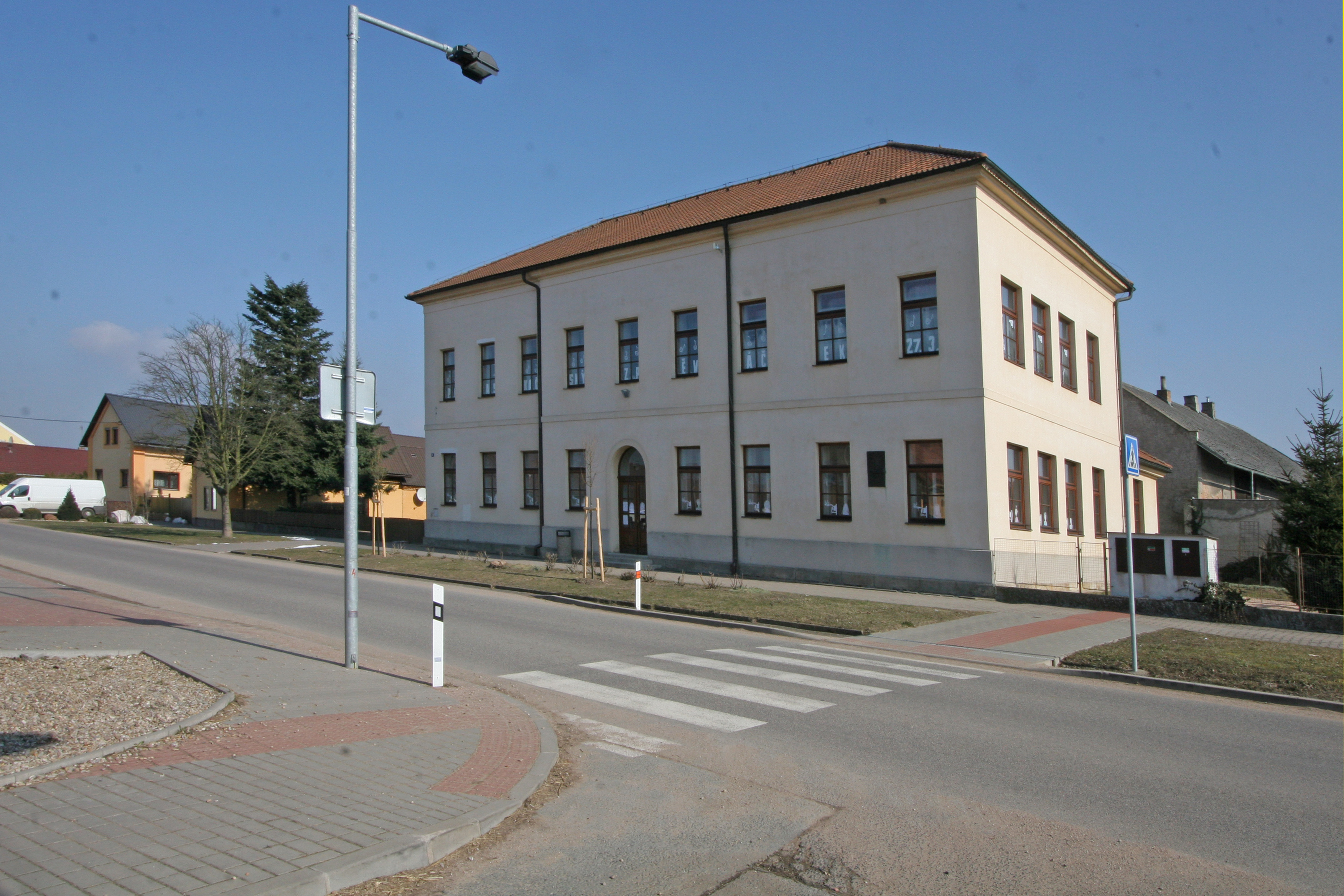
Škola
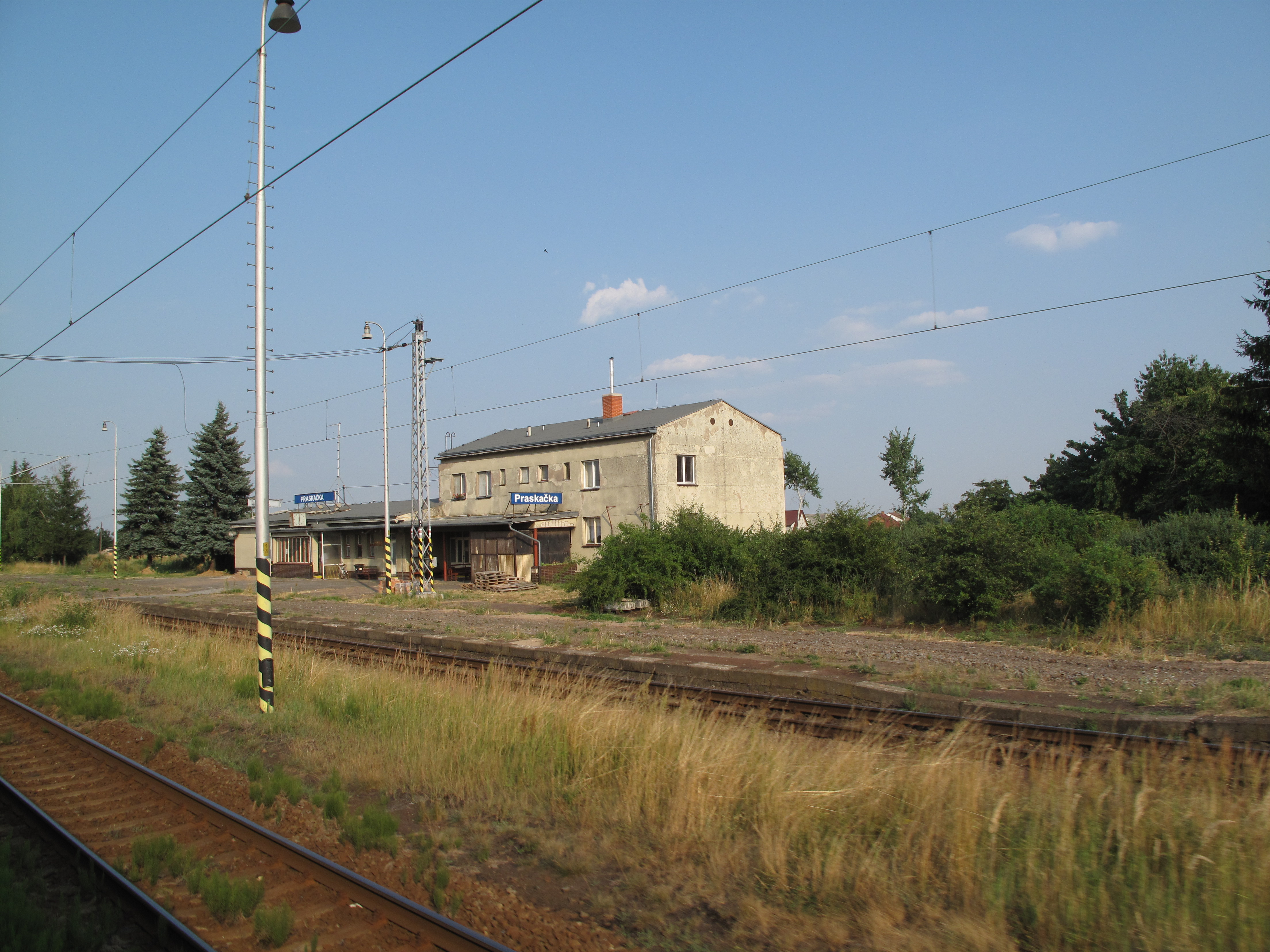
Železniční stanice
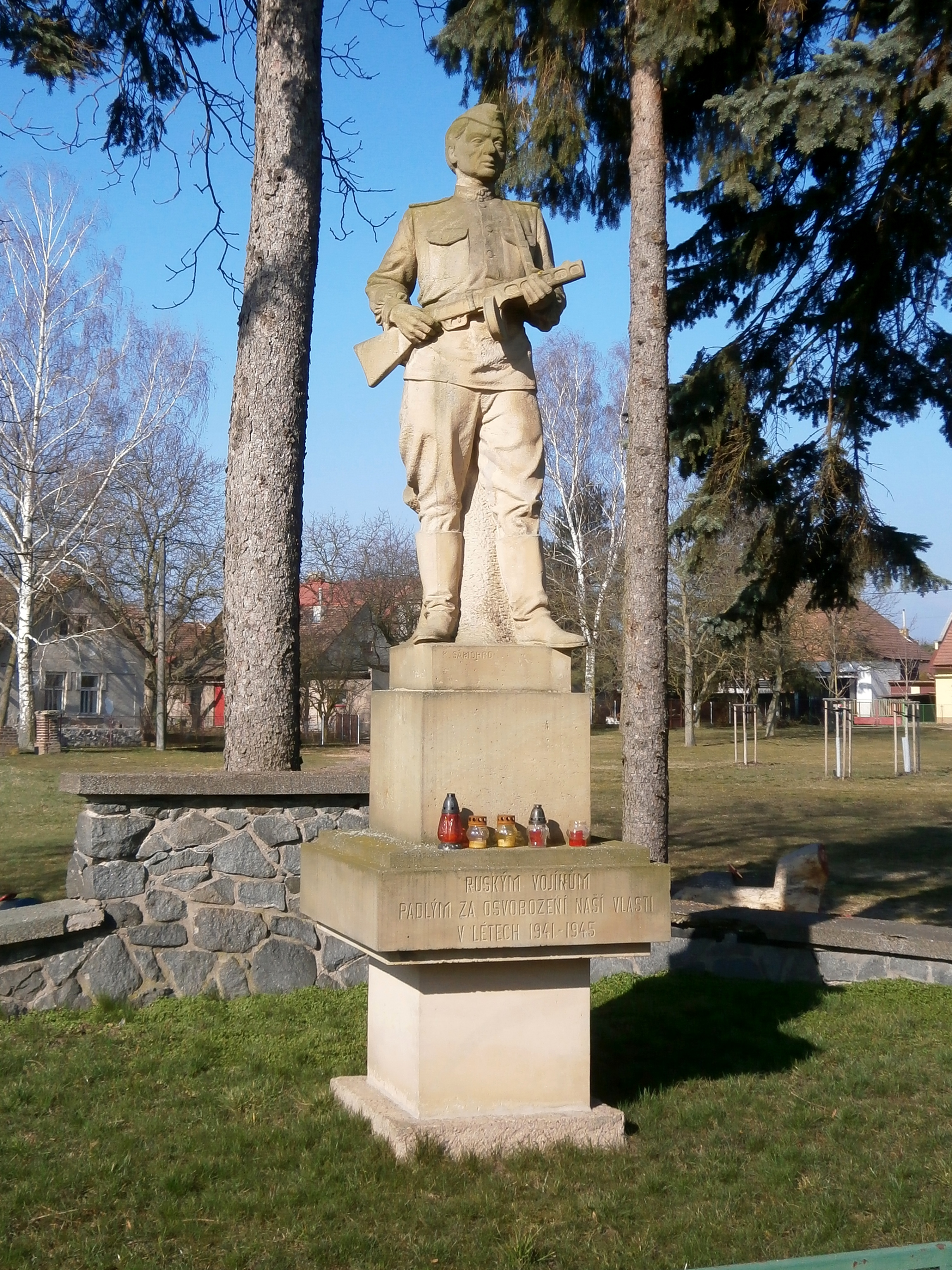
Pomník padlým
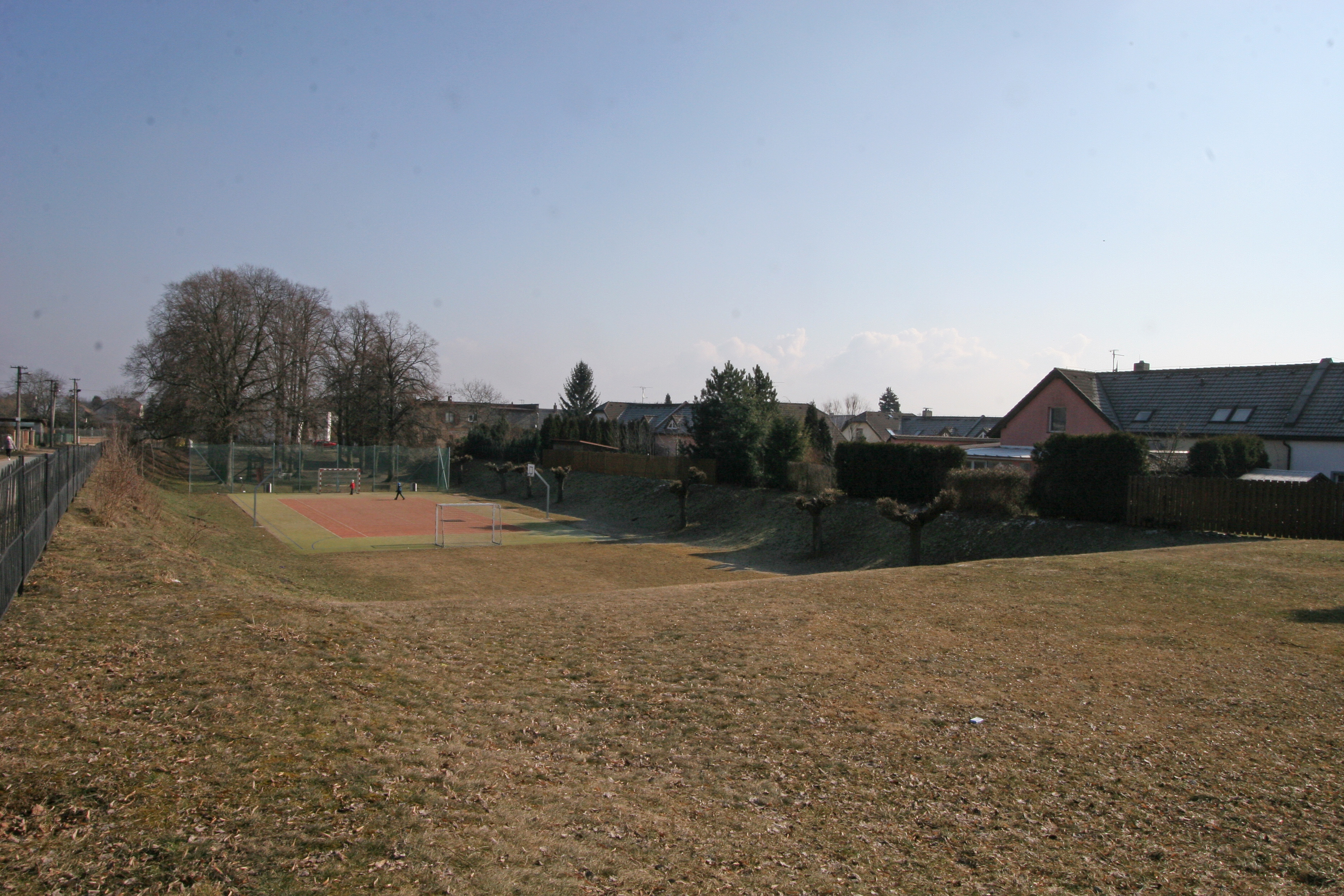
Hřiště u sokolovny
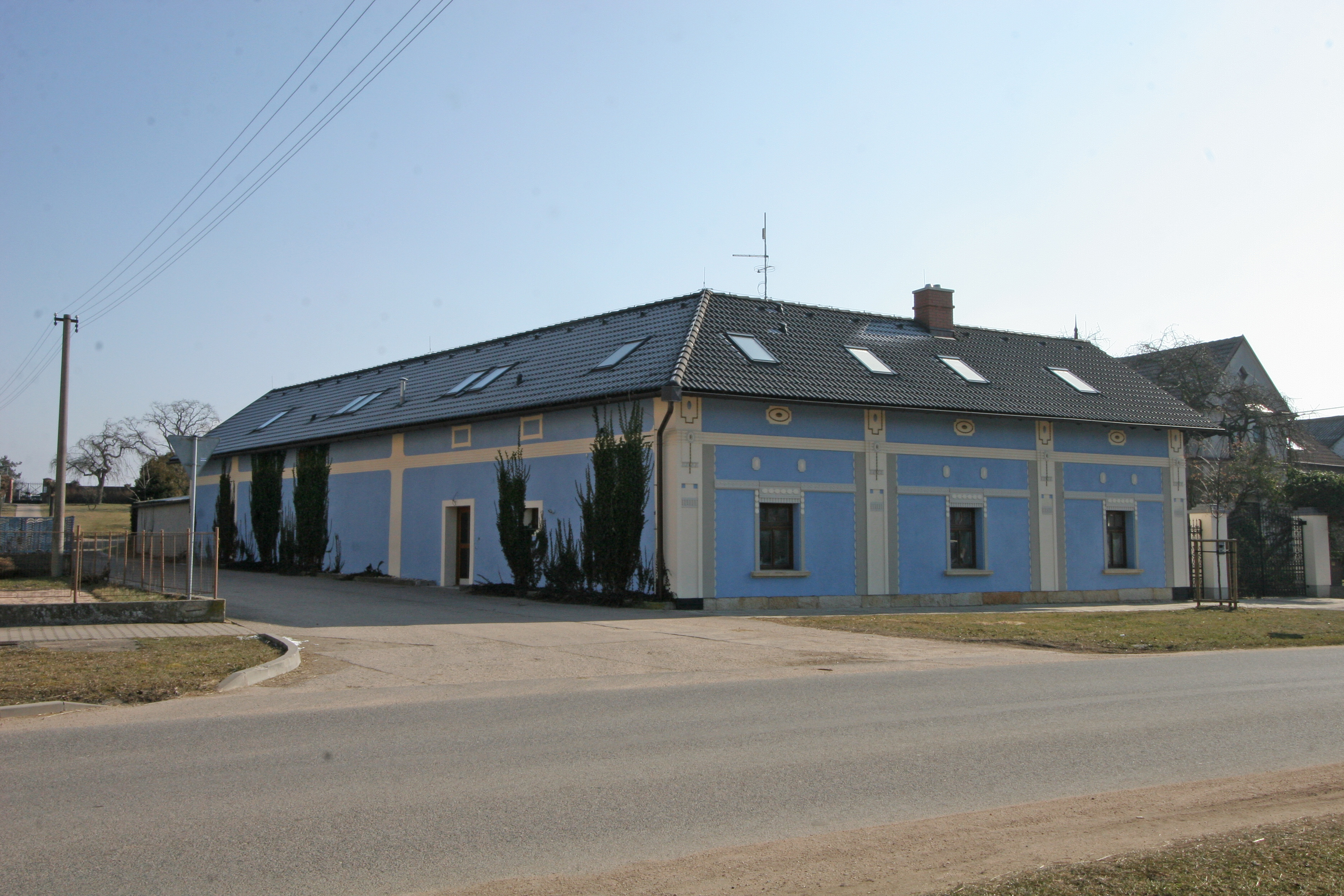
Stavení čp.8